# Équipe de Taipei chinois féminine de basket-ball
Cet article traite de l'équipe féminine. Pour l'équipe masculine, voir Équipe de Taipei chinois masculine de basket-ball.
Maillots
L’équipe de Taipei chinois féminine de basket-ball est la sélection des meilleures joueuses taïwanaises. Elle est placée sous l’égide de la Fédération de Taïwan de basket-ball.

## Résultats

### Palmarès
| Compétitions mondiales                             | Compétitions continentales |
| -------------------------------------------------- | --- |
| - Jeux olympiques - Néant - Coupe du monde - Néant | - Coupe d'Asie - Finaliste en 1972 - Troisième en 1965, 1968, 1970, 1974, 1986, 1988, 1999 en 2005 - Jeux asiatiques - Finaliste en 2006 - Troisième en 1990 et 2002 |

### Parcours en compétitions internationales

#### Jeux olympiques
| Année | Position      |      | Année         | Position |               | Année | Position |
| 1976  | Non qualifiée | 1996 | Non qualifiée | 2016     | Non qualifiée |       |          |
| 1980  | Non qualifiée | 2000 | Non qualifiée | 2020     | Non qualifiée |       |          |
| 1984  | Non qualifiée | 2004 | Non qualifiée | 2024     | Non qualifiée |       |          |
| 1988  | Non qualifiée | 2008 | Non qualifiée | 2028     | -             |       |          |
| 1992  | Non qualifiée | 2012 | Non qualifiée | 2032     | -             |       |          |

#### Coupe du monde
| Année | Position      |      | Année         | Position |               | Année | Position |
| 1953  | Non qualifiée | 1979 | Non qualifiée | 2006     | 14e           |       |          |
| 1957  | Non qualifiée | 1983 | Non qualifiée | 2010     | Non qualifiée |       |          |
| 1959  | Non qualifiée | 1986 | 12e           | 2014     | Non qualifiée |       |          |
| 1964  | Non qualifiée | 1990 | Non qualifiée | 2018     | Non qualifiée |       |          |
| 1967  | Non qualifiée | 1994 | 14e           | 2022     | Non qualifiée |       |          |
| 1971  | Non qualifiée | 1998 | Non qualifiée | 2026     | -             |       |          |
| 1975  | Non qualifiée | 2002 | 14e           | 2030     | -             |       |          |

#### Coupe d'Asie
| Année | Position      |      | Année     | Position |               | Année | Position |
| 1965  | Troisième     | 1988 | Troisième | 2009     | 4e            |       |          |
| 1968  | Troisième     | 1990 | 4e        | 2011     | 4e            |       |          |
| 1970  | Troisième     | 1992 | 4e        | 2013     | 4e            |       |          |
| 1972  | Finaliste     | 1994 | 4e        | 2015     | 4e            |       |          |
| 1974  | Troisième     | 1995 | 4e        | 2017     | 5e            |       |          |
| 1976  | Non qualifiée | 1997 | 4e        | 2019     | 6e            |       |          |
| 1978  | Non qualifiée | 1999 | Troisième | 2021     | 6e            |       |          |
| 1980  | Non qualifiée | 2001 | 4e        | 2023     | 8e            |       |          |
| 1982  | Non qualifiée | 2004 | 4e        | 2025     | Non qualifiée |       |          |
| 1984  | Non qualifiée | 2005 | Troisième | 2027     | -             |       |          |
| 1986  | Troisième     | 2007 | 4e        | 2029     | -             |       |          |